# SPS Castilla L-52
Le SPS Castilla (L-52) est un navire d'assaut amphibie LDP (Landing Platform Dock en anglais) de la classe Galicia de la marine espagnole.